# لوكاس موزر
لوكاس موزر (بالألمانية: Lukas Moser)‏ هو رسام ألماني، ولد في 1390 في أولم في ألمانيا، وتوفي في 1443.